# Jalen Pickett
Jalen Pickett (Rochester, 22 ottobre 1999) è un cestista statunitense, professionista nella NBA con i Denver Nuggets.

## Carriera
Dopo aver trascorso la carriera universitaria tra Siena Saints e Penn State Nittany Lions, nel 2023 viene selezionato al Draft NBA con la trentaduesima scelta assoluta dagli Indiana Pacers, che lo cedono subito ai Denver Nuggets.

## Statistiche

### College
| Anno      | Squadra             | PG  | PT  | MP   | TC%  | 3P%  | TL%  | RP  | AP  | PRP | SP  | PP   |
| --------- | ------------------- | --- | --- | ---- | ---- | ---- | ---- | --- | --- | --- | --- | ---- |
| 2018-2019 | Siena Saints        | 33  | 32  | 37,1 | 43,6 | 34,8 | 74,6 | 4,6 | 6,7 | 2,0 | 0,9 | 15,8 |
| 2019-2020 | Siena Saints        | 29  | 28  | 37,0 | 45,8 | 37,4 | 68,9 | 4,6 | 6,0 | 1,0 | 1,1 | 15,1 |
| 2020-2021 | Siena Saints        | 14  | 14  | 36,1 | 40,3 | 35,9 | 75,0 | 6,3 | 4,8 | 0,9 | 1,1 | 12,9 |
| 2021-2022 | Penn State N. Lions | 31  | 31  | 37,2 | 42,0 | 32,0 | 74,6 | 4,3 | 4,4 | 1,1 | 0,6 | 13,3 |
| 2022-2023 | Penn State N. Lions | 37  | 37  | 36,6 | 50,8 | 38,1 | 76,3 | 7,4 | 6,6 | 0,9 | 0,5 | 17,7 |
| Carriera  | Carriera            | 144 | 142 | 36,9 | 45,4 | 35,5 | 74,2 | 5,4 | 5,8 | 1,2 | 0,8 | 15,3 |

### NBA

#### Regular Season
| Anno      | Squadra        | PG | PT | MP   | TC%  | 3P%  | TL%  | RP  | AP  | PRP | SP  | PP  |
| --------- | -------------- | -- | -- | ---- | ---- | ---- | ---- | --- | --- | --- | --- | --- |
| 2023-2024 | Denver Nuggets | 27 | 0  | 4,5  | 42,9 | 36,0 | 75,0 | 0,5 | 0,8 | 0,1 | 0,0 | 1,6 |
| 2024-2025 | Denver Nuggets | 49 | 4  | 13,6 | 42,8 | 39,6 | 75,0 | 1,4 | 2,2 | 0,4 | 0,1 | 4,1 |
| Carriera  | Carriera       | 76 | 4  | 10,4 | 42,8 | 38,9 | 75,0 | 1,1 | 1,7 | 0,3 | 0,1 | 3,2 |

#### Playoffs
| Anno     | Squadra        | PG | PT | MP  | TC%  | 3P%  | TL% | RP  | AP  | PRP | SP  | PP  |
| -------- | -------------- | -- | -- | --- | ---- | ---- | --- | --- | --- | --- | --- | --- |
| 2024     | Denver Nuggets | 3  | 0  | 3,7 | 66,7 | 0,0  | -   | 0,3 | 0,3 | 0,0 | 0,3 | 1,3 |
| 2025     | Denver Nuggets | 8  | 0  | 7,1 | 33,3 | 33,3 | -   | 0,9 | 0,6 | 0,0 | 0,1 | 1,6 |
| Carriera | Carriera       | 11 | 0  | 6,2 | 38,9 | 30,0 | -   | 0,7 | 0,5 | 0,0 | 0,2 | 1,5 |

### G League
| Anno      | Squadra        | PG | PT | MP   | TC%  | 3P%  | TL%  | RP  | AP  | PRP | SP  | PP   |
| --------- | -------------- | -- | -- | ---- | ---- | ---- | ---- | --- | --- | --- | --- | ---- |
| 2023-2024 | G. Rapids Gold | 24 | 22 | 36,1 | 45,2 | 37,7 | 75,9 | 5,5 | 8,9 | 1,5 | 0,3 | 17,4 |
| 2024-2025 | G. Rapids Gold | 8  | 8  | 38,0 | 46,4 | 33,3 | 82,6 | 7,5 | 7,3 | 1,6 | 0,6 | 21,8 |
| Carriera  | Carriera       | 32 | 30 | 36,6 | 45,5 | 36,6 | 78,9 | 6,0 | 8,5 | 1,5 | 0,4 | 18,5 |